# Leo Uittenbogaard
Leo Uittenbogaard (Rotterdam, 24 januari 1915 – Den Haag, 5 november 1995) was een Nederlands journalist.
In de crisistijd, toen veel journalisten aan de kost moesten komen met het knippen van kaartjes op de tram, lukte het Leo Uittenbogaard om via de boekhandel toch nog om in het uitgeverijwezen te komen. Daar werd hij betrokken bij het maandblad De Schakel. Later kwam hij in de redactie van het weekblad Wereldkroniek terecht, waarvan hij van 1953 tot 1966 hoofdredacteur was.
Leo Uittenbogaard was tijdens de Tweede Wereldoorlog enige tijd in 's-Heerenberg ondergedoken en hij werd door het karakter en de sfeer van het stadje geboeid. Kort na de Tweede Wereldoorlog schreef hij het boek Jeus, waarin hij vertelt over de oud-'s-Heerenbergenaar Jozef Rulof.
September/oktober 1985 verscheen het eerste nummer van Venster op de nieuwe tijd, Nieuwsbrief van de Stichting Evolutie. Deze stichting was gevestigd in Gouden Handen te 's-Heerenberg.
Hij overleed op 5 november 1995 in zijn woonplaats Den Haag.
- Digitale Bibliotheek voor de Nederlandse Letteren: uitt005
- International Standard Name Identifier: 0000 0003 9056 3108
- Nederlandse Thesaurus van Auteursnamen: 072923784
- Virtual International Authority File: 284160523
- WorldCat: E39PBJrgGmMWXWmv9YXWvVQKBP